# Penelope Gilliatt
Penelope Gilliatt (* 25. März 1932 in London; † 9. Mai 1993 ebenda) war eine englische Roman- und Kurzgeschichtenautorin, Filmkritikerin sowie Drehbuchautorin.

## Leben
In den Jahren 1968 bis 1979 war sie als Filmkritikerin für den The New Yorker tätig und verfasste für diesen Kurzgeschichten. Zuvor war sie in gleicher Position für  The Observer in London tätig.
1965 veröffentlichte sie mit One by On ihren ersten Roman. Insgesamt verfasste sie zeitlebens fünf Romane sowie mehrere Kurzgeschichtensammlungen. Ihre Kritiken und einige ihrer Artikel wurden in zwei Sammelbänden veröffentlicht. Ihr letztes Werk To Wit: Skin and Bones of Comedy, eine Essaysammlung, erschien 1990.
Für ihr Drehbuch zu dem 1971 veröffentlichten Film Sunday, Bloody Sunday wurde sie für den Oscar in der Kategorie Bestes Originaldrehbuch nominiert. Die National Society of Film Critics ehrte sie 1972 mit einer Auszeichnung für das Beste Drehbuch, zudem erhielt sie eine Auszeichnung mit dem New York Film Critics Circle Award.
Außer für Sunday, Bloody Sunday trat sie nur ein weiteres Mal als Drehbuchautorin in Erscheinung: 1975 war sie in dieser Funktion an einer Folge der Serie Centre Play beteiligt.
Weitere Auszeichnungen wurden ihr ebenfalls 1972 von der Writers Guild of America und Writers’ Guild of Great Britain verliehen.
Gilliatt war in erster Ehe mit Roger Gilliatt verheiratet. Aus ihrer zweiten Ehe mit John Osborne in den Jahren 1963 bis 1968 entstammt eine Tochter. Mehrere Jahre war sie mit dem Filmkritiker Vincent Canby liiert.